# Корольово (Сафоновський район)
Корольово (рос. Королёво) — присілок Сафоновського району Смоленської області Росії. Входить до складу Беленінського сільського поселення.
Населення — 1 особа (2007 рік). 